# Ferrovía Transcontinental Brasil-Perú
La Ferrovía Transcontinental Brasil-Perú (Fetab) es un proyecto ferroviario, que se ubicará en los países de Brasil y Perú con el objetivo de integrar ambas naciones buscando incrementar y facilitar el creciente intercambio comercial entre estas dos naciones.
Esta iniciativa forma parte del conjunto de proyectos de IIRSA en la cual se plantea la creación de una ferrovía entre las ciudades de Pucallpa y Cruzeiro do Sul. 
Se trata de una iniciativa privada autofinanciada.

## Proyecto
El 19 de marzo de 2008, el congreso declara de necesidad pública y de interés nacional.
Tras la visita del Presidente Peruano Ollanta Humala a China con motivo de la APEC, y luego de un acuerdo previo con Brasil, en China se aprobó la suscripción de un memorándum para iniciar los estudios de un proyecto de ferrocarril que una los dos océanos y que puede integrar los mercados de Brasil, Perú y China. El tren pasaría por el norte del Perú.
En mayo de 2015, el primer ministro chino, Li Keqiang anunció que durante su visita al Perú firmará acuerdos para participar en el Corredor Ferroviario Bioceánico Central (CFBC), otro proyecto que busca unir comercialmente puertos de Brasil y Perú. Se espera que la mayor parte de la construcción del tren bioceánico, que atravesará la Amazonía y los Andes, sea desarrollada por empresas brasileñas, aunque las firmas chinas también podrían solicitar la licitación para algunos tramos de la megaobra de US$ 60,000 millones.

## Recorrido
- Santos
- Acre (Brasil)
- Pucallpa
- Tingo María
- Bayóvar